# جون كيرل
جون كيرل (بالإنجليزية: John Curl)‏ هو مؤرخ ومترجم وشاعر أمريكي، ولد في 10 سبتمبر 1940 في نيويورك في الولايات المتحدة.

## وصلات خارجية
- الموقع الرسمي